# سيزار أيرا
سيزار أيرا (بالإسبانية: César Aira)‏ ـ (ولد في كورونيل برينغلس بمحافظة بوينس آيرس في 23 فبراير 1949) هو كاتب ومترجم أرجنتيني من أبرز الكُتّاب المعاصرين في الأرجنتين. وهو كاتب غزير الإنتاج، نشر ما يزيد على مائة مؤلَّف، ما بين قصة قصيرة ورواية ومجموعة مقالات، كما ترجم وحرر العديد من الكتب الفرنسية والإنجليزية والإيطالية والبرازيلية والإسبانية والمكسيكية والفنزويلية، وحاضَرَ في جامعات بوينس آيرس وروساريو.

## التكريم والجوائز
- جائزة كونكس في الترجمة (1994)[5]
- جائزة كونكس في الرواية (2004)[5]
- جائزة روجيه كايوا (2014)[6]
- جوائز أمريكا (2016)[7]
- جائزة مانويل روخاس الإيبيرو-أمريكية للسرد (2016)[8]
- وصل إلى القائمة القصيرة لكل من:
  - جائزة نيوستاد الدولية للأدب (2014)[9]
  - جائزة مان بوكر الدولية (2015)[10]

## روابط خارجية
- سيزار أيرا على موقع IMDb (الإنجليزية)
- سيزار أيرا على موقع مونزينجر (الألمانية)